# Dancesmash
De 538 Dancesmash is een wekelijkse tipplaat voor een single uit het dancegenre, die volgens Radio 538 een hit kan worden. De tipplaat wordt volgens eenzelfde principe gekozen als de Alarmschijf (die van 18 juni 1993 tot en met 21 december 2018 ook door Radio 538 werd gekozen) en de sinds 31 januari 1993 verkozen Megahit op NPO 3FM en de sinds 16 mei 2014 verkozen NPO Radio 2 TopSong. Elke vrijdag iets voor 13:00 uur wordt op Radio 538 de Dancesmash voor de komende week bekendgemaakt.

## Artiesten met de meeste Dancesmashes
N.B.: Projecten waar de artiest deel van is/was, worden in dit overzicht niet meegerekend. Pseudoniemen en remixen worden wel meegerekend.

## 1994-2018: Nederlandse Top 40
Begin april 1994 werd door onder anderen Wessel van Diepen de Dancesmash bedacht. De Dancesmash wordt een week lang extra vaak gedraaid en wordt vaak ook na de verkiezing van een andere plaat nog regelmatig gedraaid. Een Dancesmash wordt over het algemeen gekozen uit de Tipparade. Het komt echter ook vaak voor dat een plaat nog niet in die lijst staat, of juist al een aantal weken in de Top 40 is te vinden.
Volgens de statistieken heeft ongeveer drie kwart van alle Dancesmashes de Nederlandse Top 40 kunnen halen. Twintig procent kwam niet verder dan de Tipparade en de overige vijf procent wist zelfs de Tipparade niet te halen.
De volgende veertig Dancesmashes werden de grootste hits in de Top 40 in de periode 1994-2018, gebaseerd op het aantal behaalde punten in die lijst. Het jaartal is het jaar waarin ze tot Dancesmash gekozen werden:
| Nr. | Punten | Jaar | Artiest                                         | Titel                            | Hoogste positie | Weken |
| --- | ------ | ---- | ----------------------------------------------- | -------------------------------- | --------------- | ----- |
| 1   | 1076   | 2015 | Major Lazer & DJ Snake ft. MØ                   | Lean On                          | 1(4wk)          | 33    |
| 2   | 897    | 2018 | Calvin Harris & Dua Lipa                        | One Kiss                         | 1(16wk)         | 28    |
| 3   | 881    | 2015 | Lost Frequencies                                | Are you with me                  | 4               | 31    |
| 4   | 875    | 2014 | Calvin Harris                                   | Summer                           | 1(2wk)          | 29    |
| 5   | 870    | 2013 | Avicii                                          | Hey Brother                      | 1(4wk)          | 30    |
| 6   | 849    | 2015 | OMI                                             | Cheerleader (Felix Jaehn remix)  | 1(11wk)         | 29    |
| 7   | 834    | 2016 | DJ Snake ft. Justin Bieber                      | Let Me Love You                  | 1(5wk)          | 25    |
| 8   | 815    | 2014 | Lilly Wood & The Prick & Robin Schulz           | Prayer in C (Robin Schulz remix) | 1(4wk)          | 26    |
| 9   | 801    | 2018 | David Guetta & Sia                              | Flames                           | 2               | 27    |
| 10  | 792    | 2015 | Kygo ft. Conrad                                 | Firestone                        | 3               | 29    |
| 11  | 789    | 2011 | Sandro Silva & Quintino                         | Epic                             | 1(1wk)          | 24    |
| 12  | 774    | 2016 | The Chainsmokers ft. Halsey                     | Closer                           | 1(4wk)          | 24    |
| 13  | 764    | 2013 | DVBBS & Borgeous                                | Tsunami                          | 1(4wk)          | 27    |
| 14  | 759    | 2013 | Armin van Buuren ft. Trevor Guthrie             | This Is What It Feels Like       | 3               | 26    |
| 15  | 751    | 2015 | Lost Frequencies & Janieck Devy                 | Reality                          | 3               | 27    |
| 16  | 744    | 2015 | Major Lazer ft. Nyla & Fuse ODG                 | Light It Up (Remix)              | 2               | 25    |
| 17  | 738    | 2017 | Jonas Blue ft. William Singe                    | Mama                             | 1(2wk)          | 24    |
| 18  | 736    | 2019 | Kris Kross Amsterdam, Maan & Tabitha ft. Bizzey | Hij is van mij                   | 1(7wk)          | 23    |
| 19  | 729    | 2011 | Pitbull ft. Ne-Yo, Afrojack & Nayer             | Give me everything               | 1(2wk)          | 25    |
| 20  | 727    | 2015 | Calvin Harris & Disciples                       | How Deep Is Your Love            | 1(2wk)          | 25    |
| 21  | 717    | 2011 | Alexandra Stan                                  | Mr. Saxobeat                     | 2               | 24    |
| 22  | 710    | 2004 | O-Zone                                          | Dragostea din teï                | 1(9wk)          | 22    |
| 23  | 702    | 2017 | Avicii & Sandro Cavazza                         | Without You                      | 5               | 27    |
| 24  | 700    | 2009 | David Guetta ft. Kelly Rowland                  | When Love Takes Over             | 2               | 22    |
| 25  | 698    | 2010 | David Guetta ft. Kid Cudi                       | Memories                         | 4               | 24    |
| 26  | 695    | 2017 | Lucas & Steve                                   | Up Till Dawn (On the Move)       | 2               | 26    |
| 27  | 692    | 2008 | Guru Josh Project                               | Infinity 2008                    | 2               | 24    |
| 28  | 690    | 2016 | Kungs vs. Cookin' On 3 Burners                  | This Girl                        | 3               | 24    |
| 29  | 686    | 2001 | Safri Duo                                       | Played-A-Live (The Bongo Song)   | 2               | 25    |
| 30  | 683    | 2013 | Stromae                                         | Papaoutai                        | 2               | 25    |
| 31  | 683    | 2011 | Rihanna ft. Calvin Harris                       | We Found Love                    | 3               | 22    |
| 32  | 679    | 2005 | Bob Sinclar ft. Gary Pine                       | Love Generation                  | 2               | 25    |
| 33  | 678    | 2017 | Axwell Λ Ingrosso                               | More Than You Know               | 3               | 25    |
| 34  | 673    | 2003 | The Underdog Project vs. Sunclub                | Summer jam 2003                  | 1(9wk)          | 19    |
| 35  | 671    | 2016 | Jonas Blue ft. JP Cooper                        | Perfect Strangers                | 2               | 23    |
| 36  | 663    | 2014 | Galantis                                        | Runaway (U & I)                  | 1(1wk)          | 23    |
| 37  | 661    | 2012 | Wildstylez ft. Niels Geusebroek                 | Year of Summer                   | 3               | 23    |
| 38  | 654    | 2015 | Robin Schulz ft. Francesco Yates                | Sugar                            | 4               | 24    |
| 39  | 637    | 2007 | Jeckyll & Hyde                                  | Freefall                         | 1(2wk)          | 20    |
| 40  | 636    | 2010 | Stromae                                         | Alors on danse                   | 1(8wk)          | 19    |

Van alle Dancesmashes wisten er 37 de eerste plek in de Nederlandse Top 40 te bereiken:
| Jaar | Artiest                               | Titel                                    | Weken op 1 | Weken in Top 40 |
| ---- | ------------------------------------- | ---------------------------------------- | ---------- | --------------- |
| 1999 | DJ Jean                               | The Launch                               | 2          | 13              |
| 1999 | Eiffel 65                             | Blue (Da ba dee)                         | 5          | 16              |
| 1999 | Scoop                                 | Drop it                                  | 3          | 19              |
| 2000 | Bomfunk MC's                          | Freestyler                               | 5          | 16              |
| 2001 | Gigi D'Agostino                       | L'Amour toujours                         | 3          | 17              |
| 2002 | Mad'House                             | Like a Prayer                            | 2          | 12              |
| 2003 | The Underdog Project vs. Sunclub      | Summer jam 2003                          | 9          | 19              |
| 2004 | O-Zone                                | Dragostea din teï                        | 9          | 22              |
| 2006 | Basshunter                            | Boten Anna                               | 2          | 16              |
| 2007 | Jeckyll & Hyde                        | Freefall                                 | 2          | 20              |
| 2008 | Robin S                               | Show Me Love 2008                        | 3          | 16              |
| 2009 | Pitbull                               | I Know You Want Me (Calle Ocho)          | 5          | 15              |
| 2009 | Cascada                               | Evacuate the Dancefloor                  | 2          | 17              |
| 2009 | Edward Maya & Vika Jigulina           | Stereo Love                              | 2          | 17              |
| 2010 | Stromae                               | Alors on danse                           | 8          | 19              |
| 2010 | Yolanda Be Cool & DCUP                | We No Speak Americano                    | 8          | 18              |
| 2010 | Swedish House Mafia ft. Pharrell      | One (Your name)                          | 2          | 15              |
| 2010 | Martin Solveig & Dragonette           | Hello                                    | 4          | 21              |
| 2011 | Pitbull ft. Ne-Yo, Afrojack & Nayer   | Give me everything                       | 2          | 25              |
| 2011 | Sak Noel                              | Loca People                              | 4          | 15              |
| 2011 | Don Omar & Lucenzo                    | Danza Kuduro                             | 7          | 18              |
| 2011 | Sandro Silva & Quintino               | Epic                                     | 1          | 24              |
| 2012 | Asaf Avidan                           | One Day / Reckoning Song (Wankelmut Rmx) | 6          | 20              |
| 2013 | Klangkarussell                        | Sonnentanz                               | 2          | 22              |
| 2013 | DVBBS & Borgeous                      | Tsunami                                  | 4          | 27              |
| 2013 | Avicii                                | Hey Brother                              | 4          | 30              |
| 2014 | Calvin Harris                         | Summer                                   | 2          | 29              |
| 2014 | Lilly Wood & The Prick & Robin Schulz | Prayer in C (Robin Schulz remix)         | 4          | 26              |
| 2014 | Galantis                              | Runaway (U & I)                          | 1          | 23              |
| 2015 | OMI                                   | Cheerleader (Felix Jaehn remix)          | 11         | 29              |
| 2015 | Major Lazer & DJ Snake ft. MØ         | Lean On                                  | 4          | 33              |
| 2015 | Lil' Kleine & Ronnie Flex             | Drank & drugs                            | 3          | 14              |
| 2015 | Calvin Harris & Disciples             | How Deep Is Your Love                    | 2          | 25              |
| 2016 | DJ Snake ft. Justin Bieber            | Let Me Love You                          | 5          | 25              |
| 2016 | The Chainsmokers ft. Halsey           | Closer                                   | 4          | 24              |
| 2017 | Jonas Blue ft. William Singe          | Mama                                     | 2          | 24              |
| 2018 | Calvin Harris & Dua Lipa              | One Kiss                                 | 16         | 28              |

Er zijn 25 Dancesmashes geweest die later ook tot Alarmschijf werden verkozen op Radio 538:
| Jaar | Artiest                          | Titel                             | Hoogste positie | Weken |
| ---- | -------------------------------- | --------------------------------- | --------------- | ----- |
| 1994 | Lick ft. Kentucky Martha         | Got to Move Your Body             | 20              | 6     |
| 1995 | T.O.F.                           | Funk It Up                        | 5               | 9     |
| 1995 | JX                               | You Belong To Me                  | 11              | 6     |
| 1995 | Double Vision                    | Knockin'                          | 2               | 16    |
| 1995 | Oleta Adams                      | Never Knew Love                   | 18              | 5     |
| 1995 | Nakatomi                         | Free!                             | 17              | 6     |
| 1996 | Skee-Lo                          | I Wish                            | 10              | 7     |
| 1996 | Celvin Rotane                    | Push Me to The Limit              | 34              | 3     |
| 1996 | Kristine W                       | One More Try                      | 17              | 7     |
| 1996 | Gala                             | Freed from Desire                 | 5               | 11    |
| 1997 | Will Smith                       | Men in Black                      | 2               | 13    |
| 1997 | Sash! ft. La Trec                | Stay                              | 6               | 9     |
| 1997 | Tank                             | Can U Feel The Bass?              | 34              | 3     |
| 1998 | Frank 'O Moiraghi ft. Amnesia    | Show Me (Spacer)                  | 29              | 3     |
| 1998 | The Black & White Brothers       | Put Your Hands Up                 | 14              | 7     |
| 2001 | Roger Sanchez                    | Another Chance                    | 6               | 12    |
| 2001 | PPK                              | ResuRection                       | 2               | 15    |
| 2002 | Missy Elliott                    | 4 My People (Basement Jaxx remix) | 2               | 16    |
| 2002 | Madonna                          | Die Another Day                   | 4               | 13    |
| 2003 | Room 5 ft. Oliver Cheatham       | Make Luv                          | 2               | 14    |
| 2003 | The Underdog Project vs. Sunclub | Summer jam 2003                   | 1(9wk)          | 19    |
| 2004 | Motorcycle                       | As the Rush Comes                 | 9               | 10    |
| 2004 | Tiësto ft. BT                    | Love Comes Again                  | 3               | 19    |
| 2004 | Tiësto ft. Kirsty Hawkshaw       | Just Be                           | 3               | 14    |
| 2011 | Rihanna ft. Calvin Harris        | We Found Love                     | 3               | 22    |

Tot en met 2016 werd er vier keer per jaar een 538 Dance Smash-CD uitgebracht met een overzicht van de meest populaire dance-tracks van dat moment. Aan het eind van het jaar wordt er een jaaroverzicht van de beste dance-tracks van dat jaar uitgebracht. Op 9 april 2009 bestond de Dancesmash precies 15 jaar. Ter ere van het 15-jarig bestaan releasede Radio 538 een Top 100 waarop de beste Dancesmashes uit 15 jaar Dancesmash terugkomen. In 2011 kwam er een tweede deel van deze extra Dancesmash-verzamelbox. In juli 2013 werd de duizendste Dancesmash gekozen.

## Vanaf 2019: 538 Top 50
Vanaf 2019 heeft Radio 538 een eigen hitlijst: de 538 Top 50. De Dancesmash wordt nog steeds wekelijks gekozen. De volgende Dancesmashes wisten de eerste plek in de 538 Top 50 te bereiken:
| Jaar | Artiest                                           | Titel                             | Weken op 1 | Weken in Top 50 |
| ---- | ------------------------------------------------- | --------------------------------- | ---------- | --------------- |
| 2019 | Kris Kross Amsterdam, Maan, Tabitha & Bizzey      | Hij is van mij                    | 8          | 28              |
| 2019 | Avicii & Aloe Blacc                               | SOS                               | 2          | 23              |
| 2020 | Conkarah ft. Shaggy                               | Banana (DJ FLe - Minisiren remix) | 5          | 17              |
| 2020 | Joel Corry & MNEK                                 | Head & Heart                      | 8          | 35              |
| 2020 | Tiësto                                            | The Business                      | 7          | 35              |
| 2021 | Tiësto & Ava Max                                  | The Motto                         | 9          | 34              |
| 2023 | Kris Kross Amsterdam x Sofía Reyes x Tinie Tempah | How You Samba                     | 1          | 26              |
| 2023 | Peggy Gou                                         | (It Goes Like) Nanana             | 4          | 21              |

In 2020 kwam het voor het eerst voor dat een hit twee weken achter elkaar de Dancesmash was: I'm Just Feelin' (Du Du Du) van Imanbek en Martin Jensen werd na een week de Dancesmash te zijn geweest opnieuw gekozen tot Dancesmash. Verder heeft Radio 538 vanaf dat jaar een vervanger voor de Alarmschijf: de 538 Favourite. De volgende hits zijn zowel Dancesmash, als 538 Favourite geweest:
| Jaar | Artiest         | Titel                   | Hoogste positie | Weken |
| ---- | --------------- | ----------------------- | --------------- | ----- |
| 2020 | Tiësto          | The Business            | 1(7wk)          | 35    |
| 2020 | Shane Codd      | Get Out My Head         | 13              | 23    |
| 2023 | Sera & YouNotUs | I Can't Be the Only One | 19              | 16    |

1994 ·
1995 ·
1996 ·
1997 ·
1998 ·
1999 ·
2000 ·
2001 ·
2002 ·
2003 ·
2004 ·
2005 ·
2006 ·
2007 ·
2008 ·
2009 ·
2010 ·
2011 ·
2012 ·
2013 ·
2014 ·
2015 ·
2016 ·
2017 ·
2018 ·
2019 ·
2020 ·
2021 ·
2022 ·
2023 ·
2024 ·
2025